# Traffic Crossing Leeds Bridge
Traffic Crossing Leeds Bridge ist ein experimenteller Kurzfilm aus dem Jahr 1888, der mehrere Pferdekutschen und Passanten beim Überqueren einer Brücke in Leeds zeigt.
Er wurde von Louis Le Prince Ende Oktober 1888 während eines dreijährigen Aufenthalts in England gedreht und gilt neben Roundhay Garden Scene als einer der ältesten Filme der Geschichte. Le Princes Sohn Adolphe assistierte seinem Vater bei den Aufnahmen.
Traffic Crossing Leeds Bridge entstand auf 60-mm-Papierfilm (Stripping-Film) mit einer Ein-Linsen-Kamera, die Le Prince im selben Monat patentieren ließ. Die ursprüngliche Aufnahme bestand aus 20 Einzelbildern pro Sekunde. Heute existieren nur noch fotografische Kopien des Films.